# Miltochrista trivittata
Miltochrista trivittata là một loài bướm đêm thuộc phân họ Arctiinae, họ Erebidae.